# أكيرا ماتسوزاوا
أكيرا ماتسوزاوا (باليابانية: 松澤 彰) (مواليد 18 سبتمبر 1997) هو لاعب كرة قدم ياباني.

## وصلات خارجية
- أكيرا ماتسوزاوا على موقع رابطة كرة القدم اليابانية للمحترفين (اليابانية)
- أكيرا ماتسوزاوا على موقع قاعدة بيانات كرة القدم.إي يو (الإنجليزية)
- أكيرا ماتسوزاوا على موقع Soccerway.com (الإنجليزية)
- أكيرا ماتسوزاوا على موقع عالم كرة القدم.نت (الإنجليزية)